# マーガレット・ロスコー
マーガレット・ロスコー（Margaret Roscoe、結婚前の名前、Margaret Lace、1786年頃 - 1840年）はイギリスの植物画家である。画集、“Floral Illustrations of the Seasons” (1829)などで知られる。

## 略歴
弁護士の娘に生まれた。1810年にいとこのエドワード・ロスコーと結婚した。義理の父親は『ロレンツォ・デ・メディチ伝』などの歴史読物の著者として知られるウィリアム・ロスコーである。ウィリアム・ロスコーの植物学の著書、"Monandrian Plants of the Order Scitamineae: Chiefly Drawn from Living Specimens in the Botanical Gardens at Liverpool" (1824-1828)の図版を描いた画家の一人となった。翌年、“Floral Illustrations of the Seasons”を出版した。

## "Floral illustrations of the seasons"の植物画

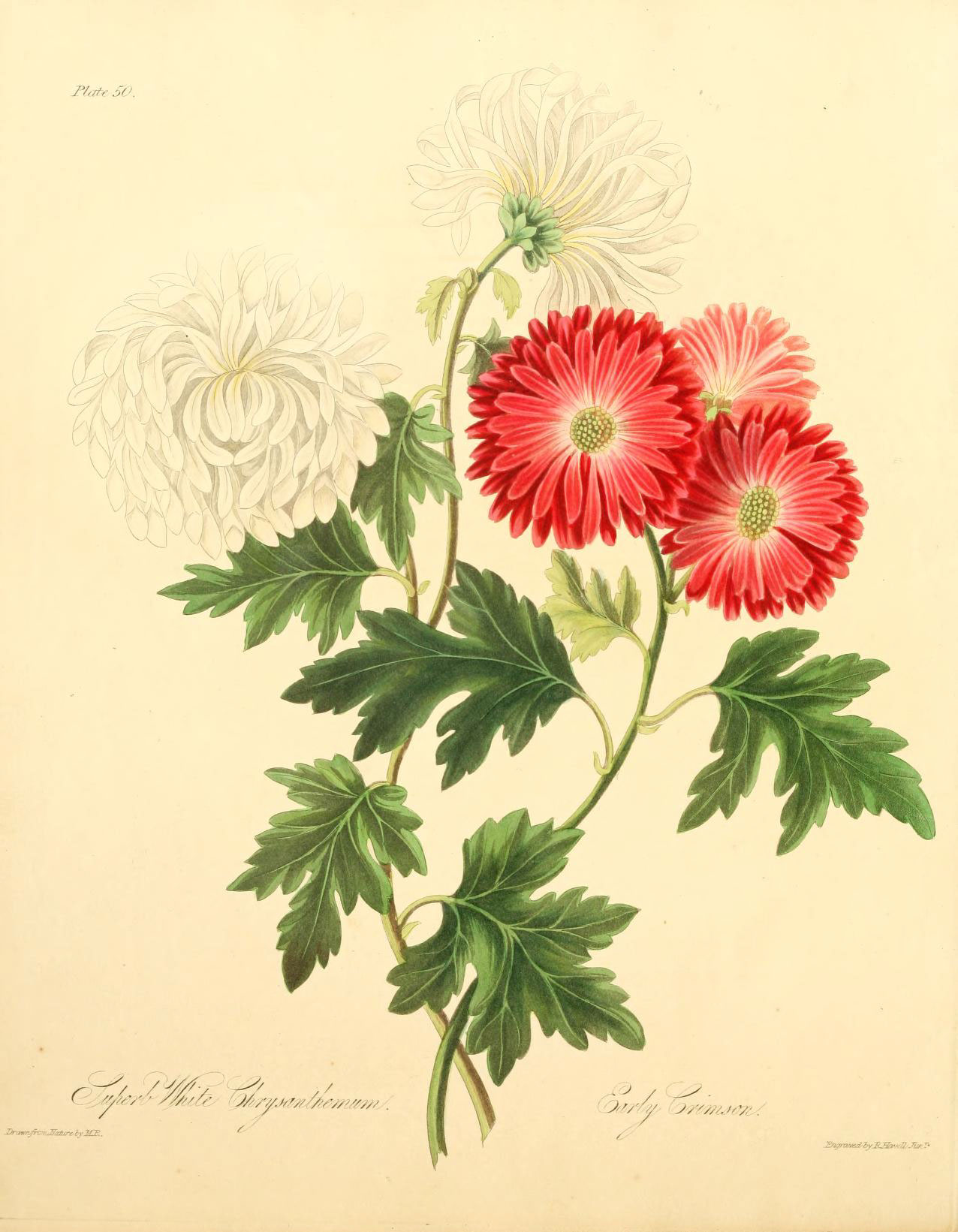
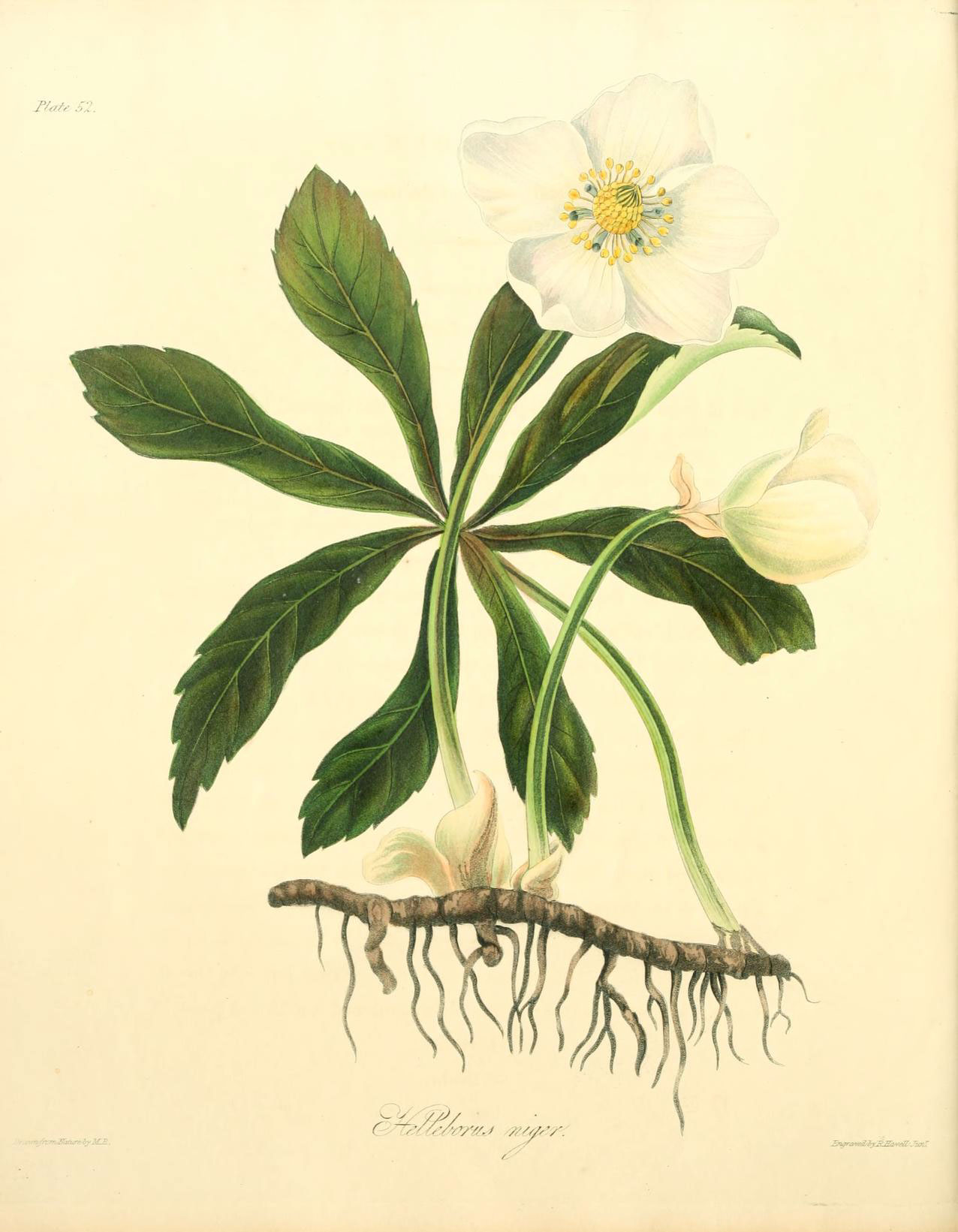
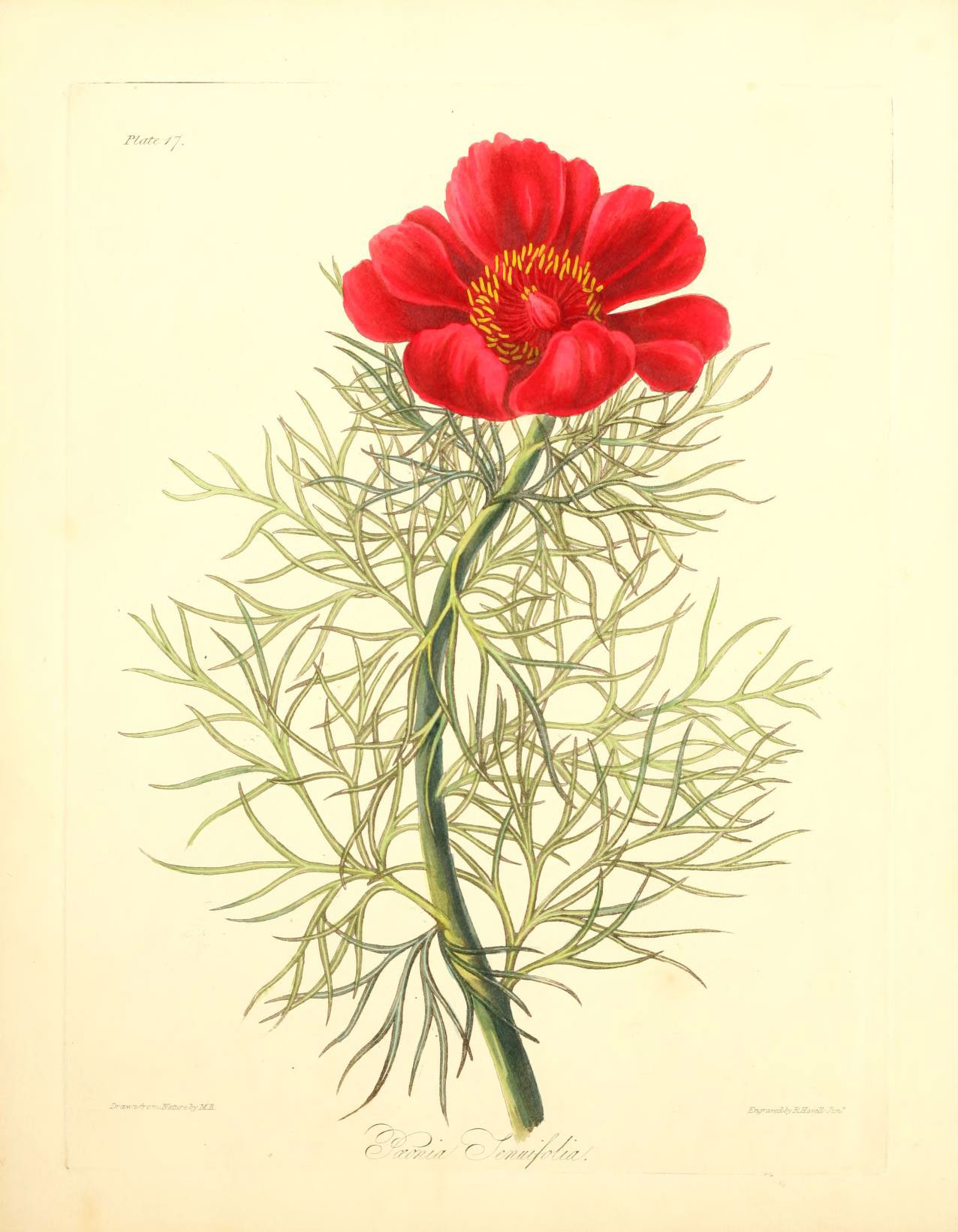
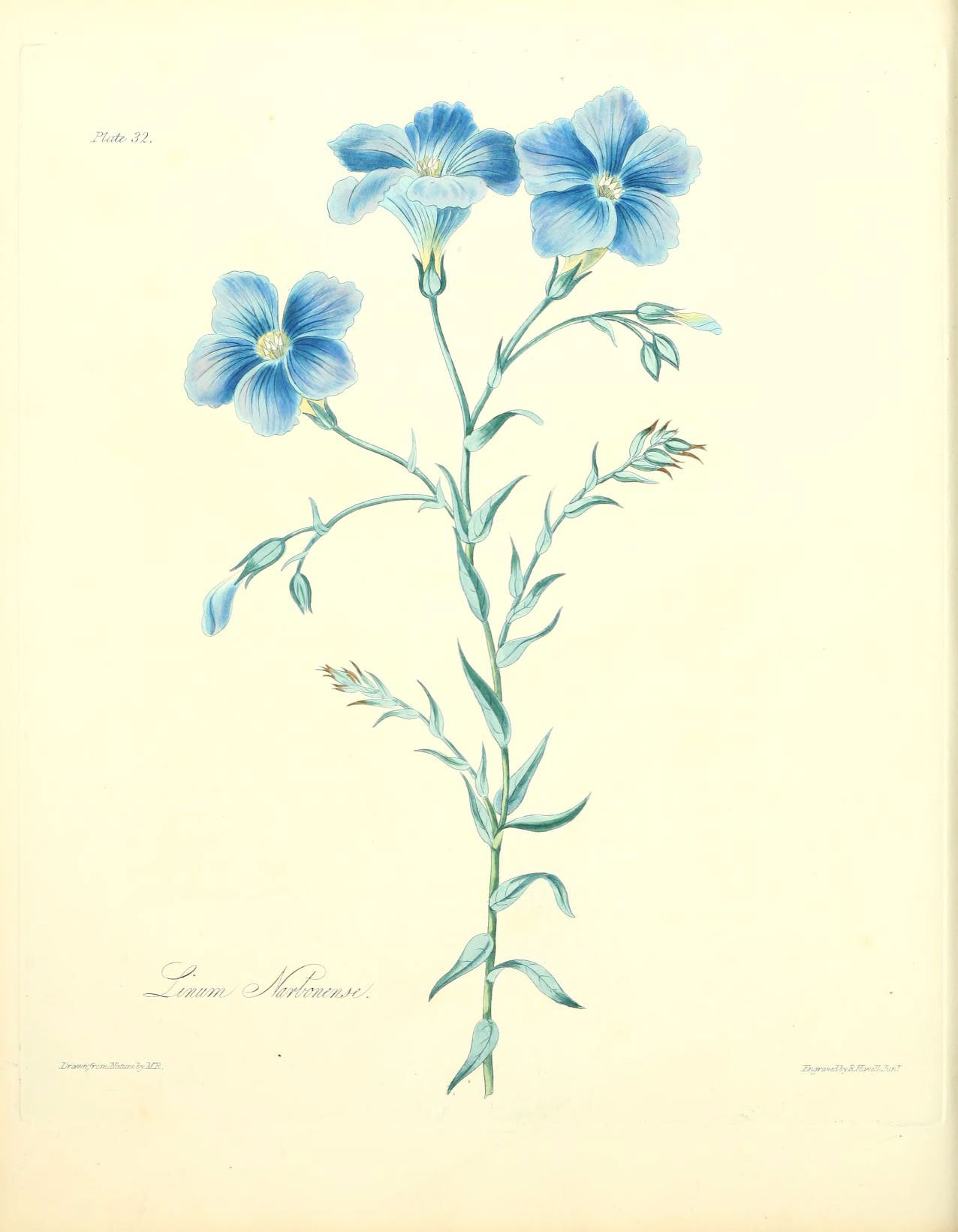
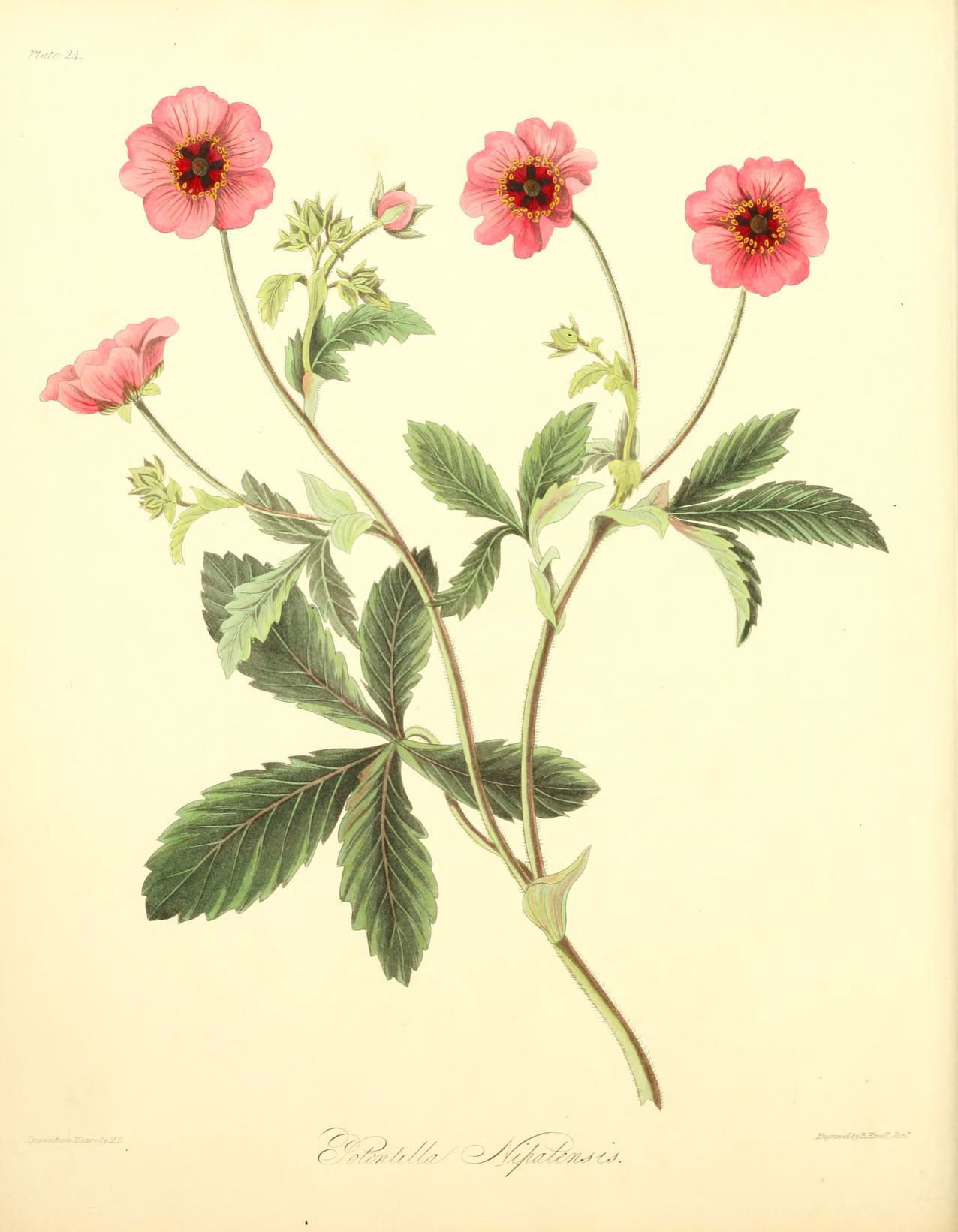